# Conocybe microrrhiza
Conocybe microrrhiza är en svampart som tillhör divisionen basidiesvampar, och som beskrevs av Anton Hausknecht. Conocybe microrrhiza ingår i släktet Conocybe, och familjen Bolbitiaceae. Arten har ej påträffats i Sverige.